# Коптёвка
Коптёвка (бел. Капцёўка) — агрогородок, центр Коптёвского сельсовета Гродненского района Гродненской области Республики Беларусь. Население 835 человек (2009).

## География
Посёлок находится в 12 км к юго-востоку от центра города Гродно. Через посёлок течёт небольшая речка Коптевчанка, приток Немана. На южной окраине посёлка находится крупная автодорожная развязка, магистраль М6 (Минск-Гродно) пересекается с шоссе Р99 (Барановичи-Гродно). В 15 км к западу проходит граница с Польшей

## История
В 1865—1867 годах в Коптёвке был выстроен каменный православный Успенский храм на месте более старого деревянного.
По Рижскому мирному договору (1921 года) Коптёвка попала в состав межвоенной Польской Республики, входила в Гродненский повет Белостокского воеводства. В период пребывания населённого пункта в Польше в 1936—1939 годах был построен католический храм Вознесения Девы Марии.
С 1939 года в составе БССР. Католический храм закрыт в 1945 году, переоборудован под мельницу. Возвращён Католической церкви в 1991 г., реставрирован в 1992—2000 годах.

## Достопримечательности
- Православная Успенская церковь, 1867 год
- Костёл Вознесения Пресвятой Девы Марии, 1939 год
- Хозяйственные постройки

### Утраченное наследие
- Деревянная Свято-Успенская церковь (XVIII—XIX вв.)